# ピララヒ島
ピララヒ島(アゼルバイジャン語: Pirallahı adası、ロシア語: Артём островは、カスピ海にある島。
アゼルバイジャン領で、アブシェロン半島の北東沖、バクーの東北東43kmにある。
島の長さは11km、幅は最大で4km。行政上はバクーのピララヒ地区に属する。
ピララヒ島北部の石油埋蔵量は1200万トンと推定されている。